# Кавена, Маркелла
Маркелла Кавена (англ. Markella Kavenagh; родилась 30 января 2000) — австралийская актриса, известная в первую очередь благодаря роли хоббита-мохнонога в телесериале «Властелин колец: Кольца власти» (2022).

## Биография
Кавена родилась в 2000 году и выросла в Австралии. Она начала сниматься в кино и на телевидении в 2018 году («Пикник у Висячей скалы», «Бритоголовые»), в 2019 году получила первую заметную роль — в фильме «Подлинная история банды Келли». В 2020 году Кавена привлекла к себе особое внимание, став первой актрисой, получившей роль в сериале «Властелин колец: Кольца власти». Она сыграла хоббита-мохнонога Нори Брэндифут.

## Фильмография
| Год       |   | Русское название               | Оригинальное название                     | Роль           |
| --------- | - | ------------------------------ | ----------------------------------------- | -------------- |
| 2018      | с | Бритоголовые                   | Romper Stomper                            | Синди          |
| 2018      | с | Пикник у Висячей скалы         | Picnic at Hanging Rock                    | Миртл          |
| 2018      | с | Плач                           | Cry                                       | Хлоя           |
| 2019      | ф | Подлинная история банды Келли  | True History of the Kelly Gang            | Джейн Коттер   |
| 2019—2019 | с | Моя жизнь — убийство           | My Life Is Murder                         | Касси Мэлоун   |
| 2020      | ф | Моё первое лето                | My First Summer                           | Клаудия        |
| 2020      | с | Сумерки                        | The Gloaming                              | Дэйзи Харт     |
| 2022      | с | Властелин колец: Кольца власти | The Lord of the Rings: The Rings of Power | Нори Брэндифут |
| 2023—2023 | с | Плохое поведение               | Bad Behaviour                             | Порция         |
| 2025      | ф | Сто ночей героя                | 100 Nights of Hero                        | миссис А       |
| 2026      | ф | Сторожевые псы                 | Watch Dogs                                |                |